# Psychosynthese
Psychosynthese ist ein Ansatz innerhalb der Psychoanalyse und der Psychotherapie, der bestrebt ist, verschiedene Formen des Unbewussten wie Träume, Phantasien und Instinkte bewusst in die Gesamtpersönlichkeit zu integrieren. Sie wurde von Carl Gustav Jung und Roberto Assagioli, zunächst unabhängig voneinander, in den 1910er Jahren entwickelt. Die von Assagioli entwickelte Psychosynthese als Form der transpersonalen Psychotherapie wird heute noch praktiziert. Sie unterscheidet sich von anderen Formen der Psychotherapie durch ein Modell, das die Psyche als ein Zusammenspiel verschiedener Teilpersönlichkeiten versteht, und darauf zielt, diese zu erkennen, zu verstehen, zu integrieren und „bewusst zu nutzen“. 
Sie versucht, mit Techniken wie Imagination, spontanem Zeichnen oder Aufstellungsarbeit, zu therapeutischen Erfolgen zu führen. Psychosynthese wird vor allem zu therapeutischen Zwecken und in der Beratung eingesetzt.

## Roberto Assagioli
Mit der Psychosynthese wollte Roberto Assagioli, Psychiater und Neurologe aus Venedig, die existierenden psychologischen Strömungen seiner Zeit, speziell die Psychoanalyse, sowie die spirituellen Weisheitstraditionen in einer Synthese zusammenführen. Diese sollte sowohl im Hinblick auf die verwendete Sprache (Terminologie) wie auch die Konzeption für Menschen mit unterschiedlicher Weltanschauung, theoretischer Ausrichtung und kulturellem Hintergrund akzeptabel sein. Dazu integrierte er eine Vielzahl psychologischer Strömungen in ein eigenes Entwicklungsmodell. Ausgeschlossen aus diesem Syntheseversuch wurden von ihm rein materialistische Weltanschauungen, welche mit seiner Sichtweise der Psychosynthese unvereinbar waren. Assagioli wirkte mit seiner Arbeit prägend für die spätere psychologische Nomenklatur diverser transpersonaler Richtungen.
Assagioli war wesentlich daran beteiligt, die damals noch junge Psychoanalyse in Italien einzuführen.

### Einflüsse
Zeitlebens war Assagioli bestrebt, ein analytisch-materialistisches Menschenbild mit einem humanistisch-spirituellen zu vereinen. Er wurde beeinflusst von diversen psychologischen Schulen, beispielsweise den Werken von Erich Fromm, Erik H. Erikson, Ludwig Binswanger, Carl Rogers, Fritz Perls, Kurt Lewin, Hanscarl Leuner, Rollo May. Gleichzeitig empfand er das von jenen Psychologien propagierte Menschenbild als teilweise mangelhaft. Diesen Mangel versuchte er durch Einbeziehung der Lehren spiritueller Traditionen wie der christlichen, jüdischen, hinduistischen und buddhistischen auszugleichen, da er mit diversen philosophischen und mystischen Traditionen wie der klassischen griechischen Philosophie (insbesondere der platonischen Lehren), der Kabbalah, der Veden oder der Lehren der christlichen Mystiker Meister Eckehart, Johannes vom Kreuz und Theresa von Avila vertraut war.
Die Psychosynthese ist somit eine Synthese aus diversen Schulen, Lehrgebäuden und Traditionen. Sie ist ein Konzept, das die wissenschaftlichen Erkenntnisse aus Medizin und Psychologie und die Weisheitslehren der Völker zusammenfügt zu einem Menschenbild, das die biologische Gebundenheit des Menschseins in einen größeren Rahmen der persönlichen Wahlfreiheit und Verantwortung einbindet und diesen wiederum in einen noch umfassenderen der spirituellen Verbundenheit und Teilhabe.

## Psychosynthese

### Konzept
Bereits 1910 wies Assagioli im Rahmen seiner Doktorarbeit auf die Begrenzungen des psychoanalytischen Konzepts hin: Solange der Mensch als nur von seinen biologischen Trieben her verstanden wird, kann er nur teilweise erfasst, aber nicht in seiner Ganzheit gesehen werden. Assagiolis Anliegen war es daher, eine wissenschaftliche Psychologie zu entwickeln, die die Realität der Seele anerkennt und die Freude, Sinn und Erfüllung, Kreativität, Liebe und Weisheit, also die höheren Energien und Strebungen des menschlichen Daseins, nicht als Kompensationen oder Sublimationen von Trieben definiert, sondern sie als lebendige Seelenwirklichkeit ebenso miteinbezieht wie die Impulse, Triebe und Bedürfnisse der vitalen Basis der menschlichen Natur.
1911, also ein Jahr später, stellte er seine Ansichten über das Unbewusste in einem Referat auf dem „Internationalen Kongress für Philosophie“ in Bologna vor. Er differenzierte dabei das Unbewusste in ein „tieferes“, „mittleres“ und „höheres“ Unbewusstes und ergänzte damit das eher biologistische Bild der Psychoanalyse, das sich auf das „tiefere“ Unbewusste beschränkte, durch den geistigen Aspekt des höheren Unbewussten.

### Menschenbild

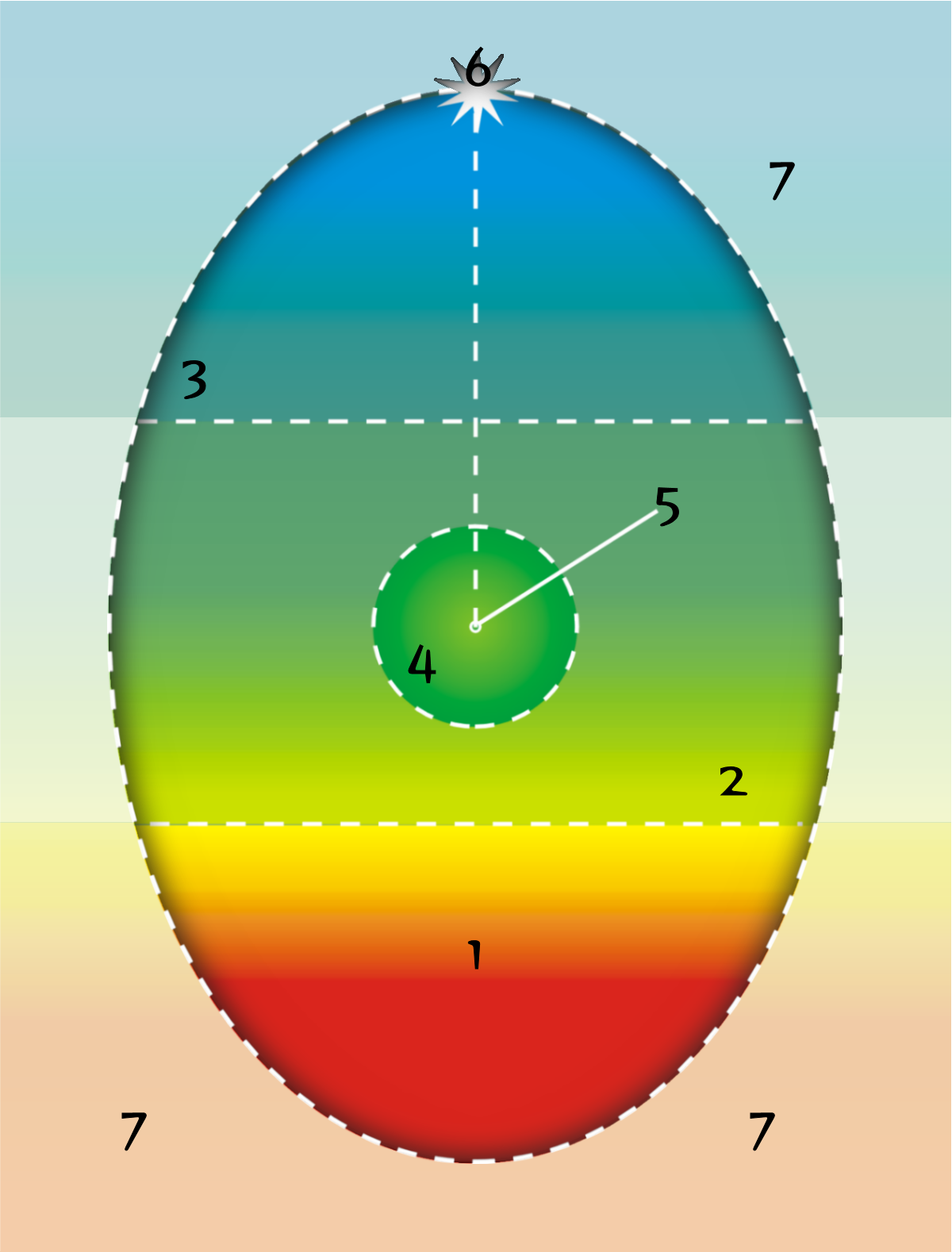
Das Tiefenstruktur-Modell der Psychosynthese
1. das tiefere Unbewusste
2. das mittlere Unbewusste
3. das höhere Unbewusste
4. Bewusstseinsfeld
5. das personale Selbst (= Ich)
6. das transpersonale Selbst (= Seele)
7. das kollektive Unbewusste

Gemäß dem Menschenbild der Psychosynthese macht die bewusste Persönlichkeit nur einen Teil der Gesamtheit des Menschen aus. Im Zentrum des menschlichen Bewussten steht zwar das seiner selbst bewusste Ich oder die Person/Persönlichkeit, aber umfassender oder größer noch als das Bewusste ist das (individuelle) Unbewusste. Das (individuelle) Unbewusste gliedert sich in drei aufeinander aufbauende Teile:
1. das tiefere Unbewusste,
2. das mittlere Unbewusste,
3. das höhere Unbewusste.

Das Bewusste steht in unmittelbarem Austausch mit dem mittleren Unbewussten. Ein Kontakt zwischen dem Bewussten und dem tieferen Unbewussten oder dem höheren Unbewussten ist prinzipiell möglich, findet jedoch im Alltag nur selten statt.
Außerhalb der Triade des individuellen Unbewussten liegt das kollektive Unbewusste.
Als integrierendes Prinzip wirkt das Selbst auf das tiefere, das mittlere, das höhere Unbewusste und das Bewusste (und somit auf das Ich) ein. Es durchdringt gewissermaßen diese Bereiche, ist damit jedoch nicht vollständig deckungsgleich. Während die Inhalte des Unbewussten „dynamisch, aktiv und wechselhaft“ sind, bleibt das Selbst „unveränderlich, unbeweglich und stabil“. Das Selbst wird auch als Höheres Selbst oder Transpersonales Selbst bezeichnet, um das im Menschen vorhandene Wachstumspotential herauszustellen. Das Ich kann letztlich nicht als vom Selbst verschieden angesehen werden, vielmehr muss es als eine Art „Spiegelung“ des Selbst aufgefasst werden, welches für sich genommen ohne konkreten Inhalt ist. Das „höhere Selbst“ bezeichnet somit gleichzeitig das integrierende Prinzip als auch das im Menschen vorhandene Potenzial zur Erschließung weiterer unbewusster Bereiche.
Die Übergänge zwischen den Bereichen des Bewusstseins und des Unbewussten sind nicht starr und undurchdringlich, sondern in einer Art osmotischen Austausches begriffen. Das heißt, es findet ein ständiger Austausch von Inhalten des Bewussten und des Unbewussten statt. Mittels geeigneter Methoden und Techniken lassen sich Inhalte sowohl des tieferen Unbewussten als auch des höheren Unbewussten durch das Bewusstsein nach und nach erschließen, so dass das Selbst mit der Zeit immer umfassendere Inhalte integrieren kann, was als Wachstum bezeichnet werden kann. Assagioli wies wiederholt darauf hin, dass die Unterdrückung von Impulsen aus dem höheren Unbewussten genauso schädlich und entwicklungshemmend sein könne wie die von Freud beschriebene Abwehr von Inhalten aus dem tieferen Unbewussten.
Die Psychosynthese sieht also den Menschen als Seele, die eine Persönlichkeit hat, um sich in der Welt zu bewegen und im Leben ausdrücken zu können. Wie andere psychotherapeutische Schulen arbeitet die Psychosynthese mit der Persönlichkeit, denn nur eine wohlausgewogene und integrierte Persönlichkeit kann ihre Aufgabe als Werkzeug der Seele wirklich erfüllen. Aber das eigentliche Ziel der Arbeit liegt tiefer: Es geht darum, bei sich selbst und anderen mehr und mehr die Seele als wirkliches Zentrum des Menschen zu erkennen und auch zu erfahren, in Assagiolis Worten: „die Energien des Selbst zu befreien.“ Die Persönlichkeit ist nichts, was es zu überwinden gilt, wie das in manchen spirituellen Schulungswegen gesagt wird, sondern es gilt, „durch die Anwendung des synthetischen Geistes, durch das ständige Bemühen, die Teile stets mit dem Ganzen in Beziehung zu setzen.“

### Methoden
Um dieses Ziel anzustreben, hat die Psychosynthese Methoden und Techniken entwickelt, die in den verschiedenen Stadien des Prozesses eingesetzt werden. Zentral sind dabei die Schulung und Ausbildung des inneren Beobachters, also die Übung der Achtsamkeit einerseits, und die Weckung und Entwicklung des Willens, also die Ausbildung der Fähigkeit zur Wahl, Verantwortung und handelnder Umsetzung andererseits. Viele Übungen dienen der aktiven Hinwendung zu und der Befreiung von Energien und Kräften aus dem ‚höheren Unbewussten‘. Der Begriff „Höheres Selbst“ übrigens, der heute von verschiedenen transpersonalen Richtungen verwendet wird, wurde von Assagioli in die Psychologie eingeführt. Es wird als der Motor der psychischen Aktivität angesehen, als das Zentrum, von dem der Prozess der Entwicklung ausgeht und vorangetrieben wird. Viele Selbst-Erfahrungsübungen in der Psychosynthese sind darauf angelegt, das „Höhere Selbst“ als innere Wirklichkeit zu erfahren und im Bewusstsein zu verankern.
Assagiolis Anliegen bestand nicht so sehr darin, mit der Psychosynthese ein neues geisteswissenschaftliches oder metaphysisches Gebäude vorzugeben. Er betonte daher gerne, dass die Psychosynthese zur Tür führe, aber keine Aussagen darüber mache, was dahinter sei. Sein Ziel war in erster Linie, das Potential der menschlichen Seele zu wecken und dafür praktische und nachvollziehbare Methoden zu entwickeln.

### Wille
Roberto Assagioli war die Entwicklung einer soliden moralisch-ethischen Grundlage außerordentlich wichtig. Dazu bedarf es seiner Ansicht nach hier wie dort innerer Arbeit und Disziplin oder anders ausgedrückt einer kraftvollen und effektiven Willensschulung.

### Innerer Prozess als Psychosynthese
Als Tiefenpsychologe weist Assagioli besonders auf eine Notwendigkeit hin: „Um sich wirklich selbst zu kennen, ... muss auch eine ausgedehnte Erforschung der weitläufigen Regionen unseres Unbewussten vorgenommen werden. Zuerst müssen wir mutig die Höhle unseres tiefen Unbewussten durchschreiten, um die dunklen Kräfte zu entdecken, die uns verstricken und bedrohen - die ‚Phantasmen‘, die Urbilder oder kindlichen Vorstellungen, die uns verfolgen oder auf stille Art beherrschen, die Ängste, die uns lähmen, die Konflikte, die unsere Energien aufzehren. Die Höherentwicklung kann nur auf einem guten Fundament stehen, wenn die ‚dunklen Kräfte‘ aus dem Schattenbereich geholt und integriert werden.“

## Vision
Assagioli hinterließ mit der Psychosynthese eine Vision von der Entwicklung des Menschen, die verbinden wollte zwischen verschiedenen Schulen und Weltanschauungen und die auffordert, diese Vision weiterzuentwickeln. Er schuf eine offene, jedoch klare und präzise Formulierung der Psychosynthese, die es möglich macht, neue Einsichten aus Wissenschaft, Kunst und Religion zu integrieren. Seine Idee von der Zukunft der Psychosynthese war, dass diese Weiterentwicklung von unabhängigen Instituten gefördert werden sollte. Zusammenfassend drückt sich sein Anliegen in folgendem Zitat aus:

“Wir alle stehen in Verbindung miteinander, nicht nur sozial und auf körperlicher Ebene, sondern auch über den Strom unserer Gedanken und Emotionen, die einander durchdringen .... Verantwortungsgefühl, Verständnis, Mitgefühl, Liebe, Nicht-Verletzen – das sind die wahren Glieder der Kette, die uns verbindet, und sie müssen in unseren Herzen geschmiedet werden.”